# 寶能中心
寶能中心，一座已完工的摩天大樓，前身為深業物流大廈地塊的一部分，位於深圳市羅湖區笋崗，高328米，是羅湖區內目前第三高建築物。此大廈以深業物流（原先屬深業集團，於2006年連同本項目的一半權益售予寶能）名義發展，並由美國著名建築師西薩·佩里及築博設計合作設計，總樓面面積為22.7萬平方米。

## 建築設計
此廈概念方案造型大致與香港國際金融中心二期相同（除比例以外）；後來，在經修正方案中，設計被簡化，不採退台式設計，而頂冠設計則改為與高盛大廈更相似的造型。

## 用途
此廈寫字樓將主要成為寶能集團的總部，而其餘部分寫字樓將出租或出售（其中11至30樓寫字樓可予拆售），而最高層區將用作其自家五星級酒店-萊華酒店；而基座商場將命名為「寶能健康城」，以醫藥相關行業為主，但其後北半改為以傢俬、家居設計為主的寶能第一空間，南半則命名為寶能環球匯。